# Castlevania (videojuego)
Castlevania (en Japón Akumajō Dracula 悪魔城ドラキュラ Akumajō Dorakyura, traducido de forma literal como Devil's Castle Dracula) es un videojuego de Konami publicado originalmente para Famicom Disk System en Japón en septiembre de 1986. En octubre de ese año, una adaptación del videojuego, conocida como "Vampire-Killer" (lit. Mata-Vampiros) fue lanzada al mercado en Japón y Europa para el sistema MSX2 de computadoras caseras. El 1 de mayo de 1987 el videojuego fue editado en formato cartucho en América del Norte para Nintendo Entertainment System seguida de una versión lanzada para Europa el 19 de diciembre de 1987. Fue el primer videojuego de la saga Castlevania en salir al mercado, pero cronológicamente es el séptimo episodio en la serie, según la cronología oficial.

## Jugabilidad
El videojuego está compuesto por seis niveles que son jugados en progresión lineal. El jugador toma el control de Simon Belmont que esgrime su látigo Vampire Killer, el cual puede ser mejorado obteniendo artículos especiales a través del videojuego que pueden extender su longitud.
Además, pueden obtenerse varias armas secundarias que proveen diferentes formas de ataque. Rompiendo candelabros y otros objetos del entorno, Simon puede recolectar iconos de corazones, que representan la cantidad de munición puede ser usada para activar cualquiera de las armas secundarias que posea en tal punto. Simon no puede poseer más de un arma secundaria a la vez. 
Cada uno de los niveles del videojuego concluye con una pelea con un jefe generalmente inspirado en la literatura y leyendas de horror, como por ejemplo un murciélago vampiro, una medusa, momias, el monstruo de Frankenstein, Igor, la muerte y finalmente el mismísimo Drácula.

## Argumento y trama
Es el año 1691. La tierra de Transilvania ha permanecido en paz por más de cien años gracias a los esfuerzos de Christopher Belmont. Los campesinos y aldeanos han empezado a purgar sus mentes de los recuerdos de aquellos tiempos en que sus tierras fueron dominadas por caos y sombras, tiempos en que los no muertos caminaban sobre la tierra. Sin embargo, otros recordaron que cada cien años el Conde Drácula regresa a plagar la tierra, trayendo consigo las fuerzas del infierno. Así, una noche, el Príncipe de la Oscuridad se levantó y retornó a Castlevania, su hogar ancestral, llamando a sus demonios para purgar el mundo de los humanos.
La gente clamó por un héroe, alguien que los defendiera de los malignos deseos del conde. Afortunadamente, no tuvieron que buscar muy lejos. Dentro de la tierra de Transilvania, el linaje Belmont seguía con vida y Simon Belmont toma el látigo legendario conocido como "Vampire Killer" comenzando su viaje hacia el campo donde está ubicado el castillo del Conde Drácula.

## Lanzamiento
El videojuego salió a la venta en Japón en septiembre de 1986 para Famicom Disk System; un mes después se lanzó otro videojuego casi igual llamado Vampire Killer.
En mayo de 1987 fue lanzado en la región de América del Norte para Nintendo Entertainment System.
Finalmente, entre diciembre de 1987 y enero de 1988, también fue lanzado para Europa.
Después salió su secuela Castlevania II: Simon's Quest en 1987.